# 编辑部的故事
《编辑部的故事》是中国大陆第一部情景喜剧，是继电视剧《渴望》之后又一部室内低成本电视剧，播出于1991-1992年，全剧共25集充满了王朔样式的京式调侃幽默。外景主要在中国农工银行旧址拍摄。

## 制作人员
导演：赵宝刚、金炎
编剧：王朔、苏雷、魏人、葛小刚、马未都、冯小刚

## 演员名单

### 主演
- 葛优饰李东宝
- 吕丽萍饰戈玲
- 侯耀华饰余德利
- 张瞳饰刘书友
- 童正维饰牛大姐
- 吕齐饰陈主编

### 客串演员
- 大山
- 于谦
- 丁广泉
- 冯小刚
- 郭冬临
- 李玲玉
- 刘蓓
- 张国立
- 李成儒
- 马晓晴
- 濮存昕
- 傅彪
- 修宗迪
- 梁冠华
- 英达